# Jeanette Binderup-Schultz
Jeanette Binderup-Schultz (født 5. oktober 1967) er en dansk skuespiller, danser og koreograf.
Binderup-Schultz blev musisk-sproglig student fra Køge Gymnasium i 1985. Samme år havde hun sin debut som professionel danser i Cirkusrevyen. Hun medvirkede som danser i mange opsætninger, muscials og shows. Hun tog en skuespiluddannelse ved Actors Centre i London og debuterede som skuespiller i 1990 på Gladsaxe Teater. Hun  har spillet på Folketeatret, Nørrebros Teater, Det Danske Teater, Teatret ved Sorte Hest, Odense Teater, Aalborg Teater og Gladsaxe Teater.
Ved Hjørring Revyen i 1996 fungerede hun første gang som koreograf. Hun har koreograferet Kolding Revyen, Rocky Horror Show, Cyrano de Bergerac samt DR1-julekalendrene Jul i Gammelby og Nissebanden i Vestindien, ligesom hun har lavet koreografi for Den Fynske Opera og Den Jyske Opera.
Hun har medvirket i spillefilmen Hjælp - Min datter vil giftes (1993) i en lille rolle som burgerpigen, der inviteres med til Rio af Niels Olsen, samt det 20. afsnit af TV 2-serien Hotellet.
Fra 1991 til 2003 dannede hun par med Per Pallesen, som instruerede hende i Hjælp - Min datter vil giftes. I dag er hun gift med teaterchef Kasper Wilton. Parret er bosiddende i Skovshoved.